# Bee Gees Gold
A Bee Gees Gold Vol. 1 című lemez a Bee Gees Amerikai Egyesült Államokban kiadott  válogatáslemeze.

## Az album dalai
1. How Can You Mend a Broken Heart (Barry és Robin Gibb) – 3:57
2. Holiday (Barry és Robin Gibb) – 2:52
3. To Love Somebody (Barry és Robin Gibb) – 2:58
4. Massachusetts (Barry, Robin és Maurice Gibb) – 2:22
5. Words (Barry, Robin és Maurice Gibb) – 3:13
6. Lonely Days(Barry, Robin és Maurice Gibb) – 3:46
7. Run to Me(Barry, Robin és Maurice Gibb) – 3:10
8. I've Gotta Get a Message to You(Barry, Robin és Maurice Gibb) – 2:29
9. My World (Barry és Robin Gibb) – 4:18
10. I Can't See Nobody (Barry és Robin Gibb) – 3:43
11. I Started A Joke  (Barry, Robin és Maurice Gibb) – 3:04
12. New York Mining Disaster (Barry és Robin Gibb) – 2:09

## Közreműködők
- Bee Gees